# بلانکافورت
بلانکافورت (به اسپانیایی: Blancafort) یک منطقهٔ مسکونی در اسپانیا است که در کونکا د باربرا واقع شده‌است. بلانکافورت ۱۴٫۵ کیلومتر مربع مساحت دارد.